# Alfred Bense
Alfred Johan Christian Bense (født 19. februar 1869 i København, død 4. september 1928 smst) var en dansk idrætsleder og gravør/guldsmed.
Bense var medstifter af Københavns Fodsports-Forening og blev valgt til foreningens første formand. Det var på hans ungkarleværelse på Blegdamsvej 128 3.sal, at tolv unge løbs- og gangsports- entusiaster stiftende KFF den 24. oktober 1892, hvilket var den første atletikforening i Danmark. Foreningens navn blev ændret til Københavns Idræts Forening i 1914. Han var tidligere aktiv fodboldspiller.
Bense bosatte sig i begyndelsen af 1900-tallet i Tyskland og kom først tilbage til Danmark i 1919.